# Tvångsförsäljning
Tvångsförsäljning kan bland annat ske för samboegendom, annan samägd egendom eller för bostadsrätter. Tvångsförsäljning är inte samma sak som exekutiv försäljning vilken utförs av Kronofogdemyndigheten avseende utmätt egendom eller på begäran av konkursförvaltare avseende fast egendom.

## Tvångsförsäljning av bostadsrätt
Tvångsförsäljning av bostadsrätt kan ske av Kronofogdemyndigheten på begäran av bostadsrättsföreningen när nyttjanderätten har förverkats och bostadsrättshavaren har sagts upp. Reglerna om tvångsförsäljning av bostadsrätter finns i 8 kapitlet i bostadsrättslagen. Tvångsförsäljning av bostadsrätt sker för att upplösa rättsförhållandet mellan bostadsrättsföreningen och bostadsrättshavaren. Bostadsrättsföreningen har rätt att få betalt ur köpesumman för de flesta av sina fordringar på bostadsrättshavaren samt att få ersättning för vissa kostnader som har ett direkt samband med innehavet av bostadsrätten